# Standards by Ray Anthony
Standards by Ray Anthony è un album di Ray Anthony, pubblicato dalla Capitol Records nel 1955.

## Tracce
Lato A
1. Skip to My Lou – 2:29 (Arrangiamento di Ray Anthony) – Registrato il 19 settembre 1949 a New York City, New York
2. All of You – 2:04 (Cole Porter) – Registrato il 5 luglio 1955 al Capitol Studios di Hollywood, California
3. Christopher Columbus – 2:04 (Leon Chu Berry, Andy Razaf) – Registrato il 12 dicembre 1952 al Capitol Studios di Hollywood, California
4. Love's Old Sweet Song – 2:15 (Arrangiamento di Ray Anthony) – Registrato il 28 maggio 1951 a New York City, New York
5. Don't Be That Way – 2:34 (Benny Goodman, Edgar Sampson, Mitchell Parish) – Registrato il 10 agosto 1954 a New York City, New York
6. Night and Day – 3:14 (Cole Porter) – Registrato il 5 luglio 1955 al Capitol Studios di Hollywood, California

Durata totale: 14:40
Lato B
1. Vilia – 2:16 (Arrangiamento di Ray Anthony) – Registrato il 19 febbraio 1951 a New York City, New York
2. 'S Wonderful – 2:42 (George Gershwin, Ira Gershwin) – Registrato il 5 luglio 1955 al Capitol Studios di Hollywood, California
3. Mr. Ghost Goes to Town – 2:38 (Will Hudson, Mitchell Parish, Irving Mills) – Registrato il 12 dicembre 1952 al Capitol Studios di Hollywood, California
4. Heat Wave – 2:40 (Irving Berlin) – Registrato il 13 dicembre 1954 al Capitol Studios di Hollywood, California
5. Pennies From Heaven – 2:33 (Arthur Johnston, Johnny Burke) – Registrato il 5 luglio 1955 al Capitol Studios di Hollywood, California
6. King Porter Stomp – 2:29 (Ferd Jelly Roll Morton) – Registrato il 10 agosto 1954 a New York City, New York

Durata totale: 15:18

## Musicisti
Skip to My Lou
- Ray Anthony - tromba
- Fern Caron - tromba
- Chuck Mederis - tromba
- Marty White - tromba
- Keith Butterfield - tromba, trombone
- Tom Oblak - trombone
- Kenny Schrudder - trombone
- Ken Trimble - trombone
- Earl Bergman - sassofono alto, clarinetto
- George Meisner - sassofono alto, clarinetto
- Lou Sador - sassofono tenore
- Billy Usselton - sassofono tenore
- Leo Anthony - sassofono baritono
- Eddie Ryan - pianoforte
- Danny Gregus - chitarra
- Al Simi - contrabbasso
- Mel Lewis - batteria
- Sconosciuto - arrangiamenti

All of You, Night and Day, 'S Wonderful e Pennies From Heaven
- Ray Anthony - tromba
- Conrad Gozzo - tromba
- Mannie Klein - tromba
- Charlie Teagarden - tromba
- Zeke Zarchy - tromba
- Francis Joe Howard - trombone
- Abe Lincoln - trombone
- Moe Schneider - trombone
- Matty Matlock - sassofono alto, clarinetto
- Heine Beau - sassofono alto
- Eddie Miller - sassofono tenore
- Leo Anthony - sassofono baritono
- Paul Smith - pianoforte
- Al Hendrickson - chitarra
- Don Simpson - contrabbasso
- Nick Fatool - batteria
- Matty Matlock - arrangiamenti

Christopher Columbus e Mr. Ghost Goes to Town
- Ray Anthony - tromba
- Bruce Bruckert - tromba
- Darryl Campbell - tromba
- Ray Triscari - tromba
- Dale Turner - tromba
- Sy Berger - trombone
- Vince Forrest - trombone
- Dick Reynolds - trombone
- Ken Schrudder - trombone
- Earl Bergman - sassofono alto, clarinetto
- Jim Schneider - sassofono alto, clarinetto
- Tom Loggia - sassofono tenore
- Bob Tricarico - sassofono tenore
- Leo Anthony - sassofono baritono
- Fred Savarese - pianoforte
- Danny Perri - chitarra
- Billy Cronk - contrabbasso
- Archie Freeman - batteria
- George Williams - arrangiamenti

Love's Old Sweet Song
- Ray Anthony - tromba
- Woody Faulser - tromba
- Jack Laubach - tromba
- Tom Patton - tromba
- Marty White - tromba
- Keith Butterfield - trombone
- Tom Oblak - trombone
- Dick Reynolds - trombone
- Ken Trimble - trombone
- Earl Bergman - sassofono alto, clarinetto
- Jim Schneider - sassofono alto, clarinetto
- Bob Tricarico - sassofono tenore
- Buddy Wise - sassofono tenore
- Leo Anthony - sassofono baritono
- Fred Savarese - pianoforte
- Danny Gregus - chitarra
- Frank Szosteck - contrabbasso
- Howie Mann - batteria
- Sconosciuto - arrangiamenti

Don't Be That Way e King Porter Stomp
- Ray Anthony - tromba
- Don Eisman - tromba
- Jack Laubach - tromba
- Rudy Scaffidi - tromba
- Ray Triscari - tromba
- Sy Berger - trombone
- Vince Forrest - trombone
- Dick Reynolds - trombone
- Ken Schrudder - trombone
- Earl Bergman - sassofono alto, clarinetto
- Jim Schneider - sassofono alto, clarinetto
- Jimmy Nuzzo - sassofono tenore
- Bill Slapin - sassofono tenore
- Leo Anthony - sassofono baritono
- Eddie Ryan - pianoforte
- George Barnes - chitarra
- Don Simpson - contrabbasso
- Mel Lewis - batteria
- Sconosciuto - arrangiamenti

Vilia
- Ray Anthony - tromba
- Woody Faulser - tromba
- Jack Laubach - tromba
- Tom Patton - tromba
- Marty White - tromba
- Keith Butterfield - trombone
- Tom Oblak - trombone
- Bob Quatsoe - trombone
- Dick Reynolds - trombone
- Earl Bergman - sassofono alto, clarinetto
- Steve Cole - sassofono alto, clarinetto
- Cliff Hoff - sassofono tenore
- Buddy Wise - sassofono tenore
- Leo Anthony - sassofono baritono
- Fred Savarese - pianoforte
- Danny Gregus - chitarra
- Frank Szosteck - contrabbasso
- Howie Mann - batteria
- Ray Anthony - arrangiamenti

Heat Wave
- Ray Anthony - tromba
- John Best - tromba
- Conrad Gozzo - tromba
- Mannie Klein - tromba
- Uan Rasey - tromba
- Ed Kusby - trombone
- Tommy Pederson - trombone
- Si Zentner - trombone
- George Robert - trombone basso
- Skeets Herfurt - sassofono alto
- Willie Schwartz - sassofono alto, flauto
- Morris Bercov - sassofono tenore
- Fred Falensby - sassofono tenore
- Leo Anthony - sassofono baritono
- Paul Smith - pianoforte
- Al Hendrickson - chitarra
- Joe Comfort - contrabbasso
- Alvin Stoller - batteria
- Lou Singer - percussioni
- Jack Costanzo - bongos
- Dick Reynolds - arrangiamenti